# Chirotherium

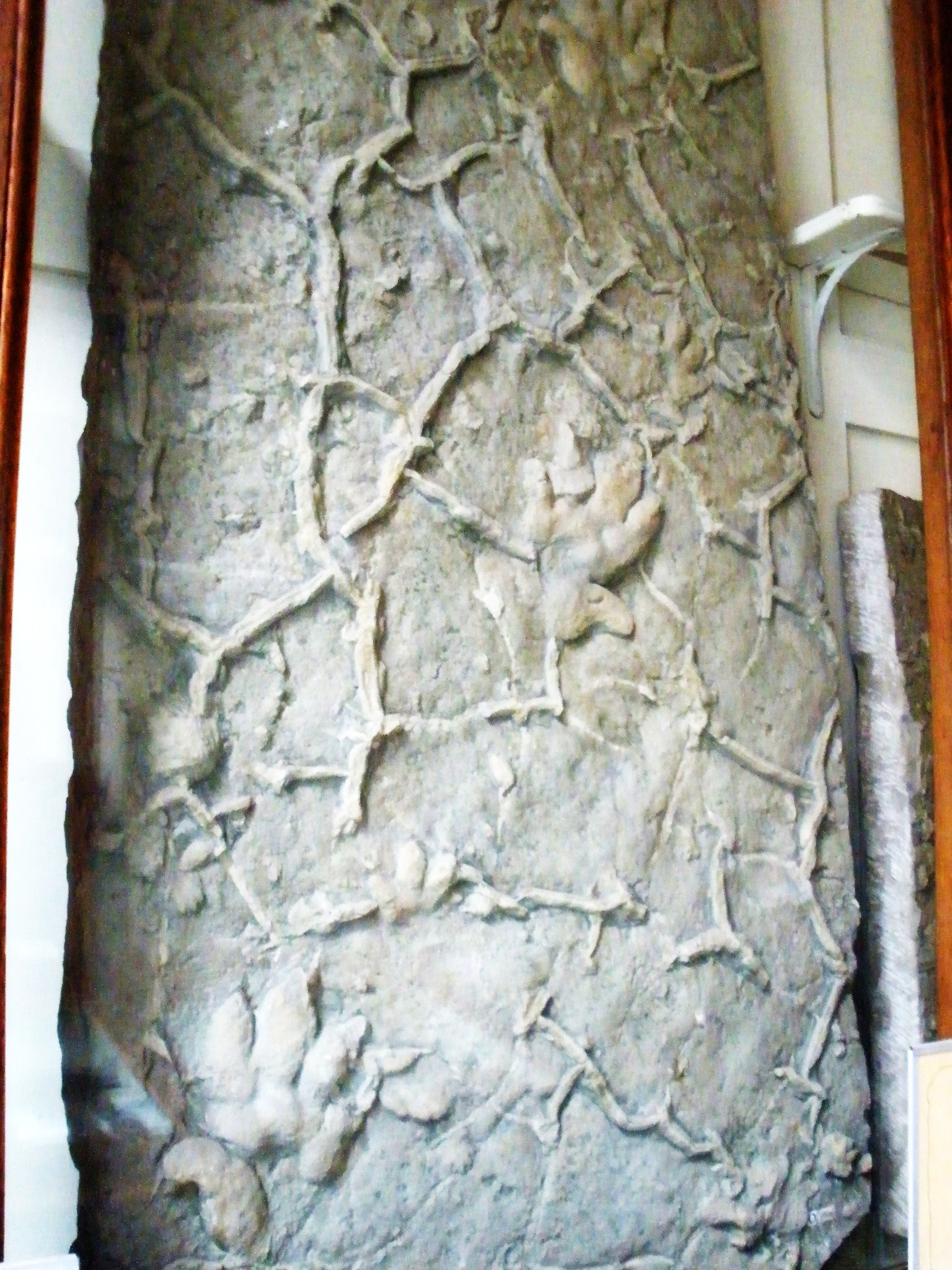
Teil der Original-Schichtfläche (Schichtunterseite) aus Heßberg mit Chirotherium barthii (links unten, Mitte und rechts oben) im Teylers Museum, Haarlem, Niederlande.

Chirotherium ist eine Spurenfossilgattung fünffingeriger bzw. -zehiger (pentadactyler) Trittsiegel und entsprechender Fährten von Landwirbeltieren (Tetrapoda). In der ethologischen Spurenklassifikation nach Seilacher handelt es sich daher um ein Repichnium (Bewegungsspur) bzw. um ein Cursichnium (Schreitspur) in der Untergliederung der Bewegungsspuren nach Müller. Chirotherium ist typisch für terrestrische Sandsteine der Unter- und Mitteltrias (ca. 250 bis 230 mya) und wurde vermutlich von rein landlebenden Vorfahren der heutigen Krokodile, den „Rauisuchiern“, verursacht.
Chirotherium bzw. die Typusart Ch. barthii ist das erste nach Linné’scher Nomenklatur benannte Spurenfossil überhaupt.
Als „Chirotherien“ werden informell neben den zahlreichen beschriebenen Chirotherium-Arten auch morphologisch ähnliche Spurengattungen, wie Brachychirotherium, Isochirotherium, Protochirotherium oder Synaptichnium bezeichnet.

## Etymologie
Der Name setzt sich aus den altgriechischen Wörtern χειρός, cheiros, „Hand“ und θηρίον, therion, „Biest“, „wildes Tier“ zusammen, was in der einschlägigen deutschsprachigen Literatur meist mit „Handtier“ übersetzt wird (Schreibweise in Literatur des 19. Jh.: „Handthier“). Der Name wurde 1835 von dem Darmstädter Zoologieprofessor Johann Jakob Kaup geprägt und bezieht sich auf eine gewisse Ähnlichkeit der Abdrücke mit menschlichen Händen sowie den Umstand, dass Kaup bei seiner Interpretation der Spur der Möglichkeit, dass die Spuren von einem Säugetier stammen könnten, den Vorzug gab.

## Geschichte

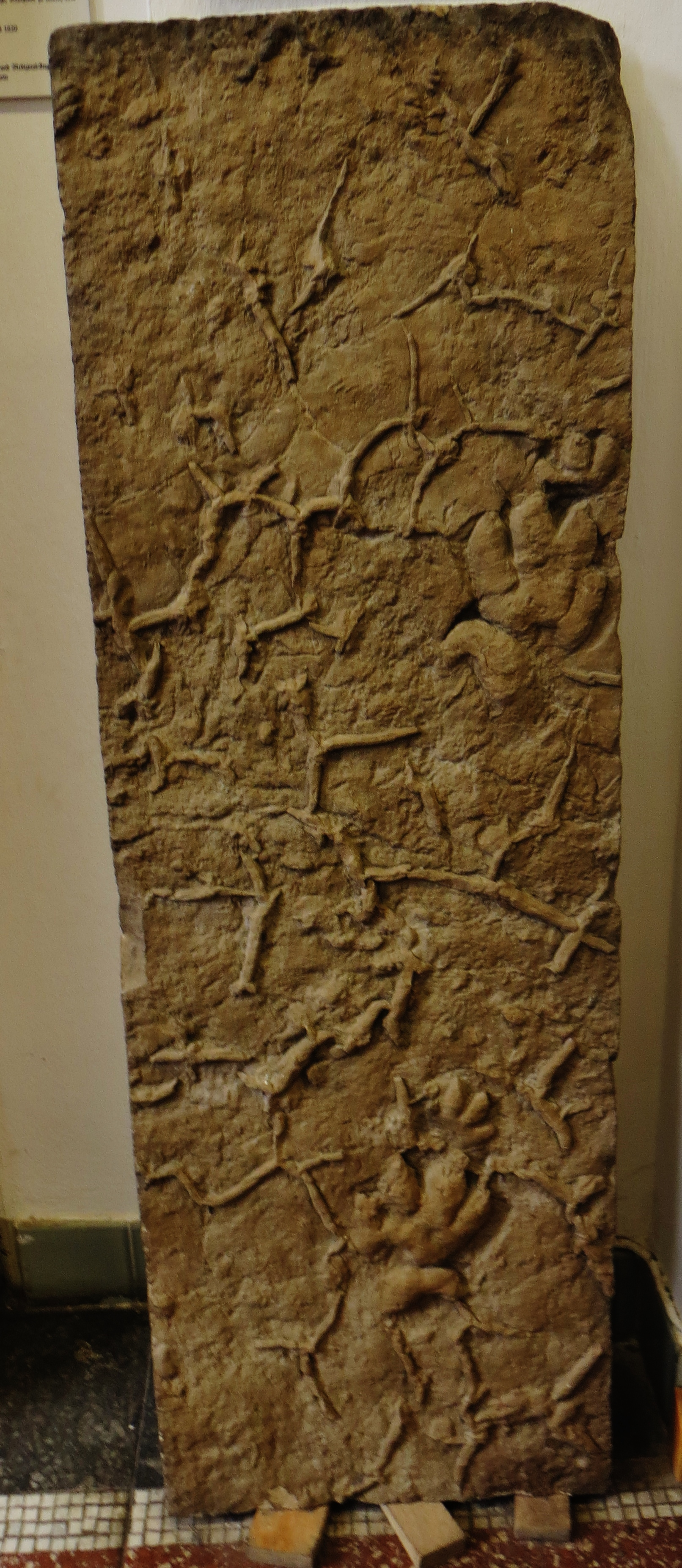
Teil der Originalschichtfläche aus Hildburghausen im Goldfuß-Museum Bonn. Die Trittsiegel befinden sich mittig in der unteren und rechts in der oberen Hälfte. Manus und Pes liegen jeweils sehr dicht beieinander.

### Erster Fund und Resonanz
Im Frühjahr 1833 entdeckte der Hildburghausener Gymnasialdirektor Friedrich Sickler auf einer Sandsteinplatte, die einem Steinbruch bei Heßberg entstammte und in der Grundmauer seines Gartenhäuschens verbaut werden sollte, Abdrücke, die ihn an Trittsiegel von Tieren erinnerten. Sickler bot daraufhin den Steinbrucharbeitern Geld dafür, auf weitere Spuren zu achten und selbige zu sichern. Im Sommer 1834 wurde dann eine größere Schichtfläche mit Fährten freigelegt, die von Sickler in Form eines offenen Briefes an den Göttinger Anatom und Zoologen Johann Friedrich Blumenbach beschrieben wurde. In den darauffolgenden Monaten veröffentlichten verschiedene Naturforscher Anmerkungen zu Sicklers Beschreibung bzw. den Spurenfunden, u. a. der Heidelberger Geologieprofessor Heinrich Georg Bronn, sein Bonner Kollege Johann Jacob Nöggerath, der Darmstädter Zoologieprofessor Johann Jakob Kaup und auch der berühmte Alexander von Humboldt.
Im Gegensatz zu Bronn und Humboldt, die es für wahrscheinlich hielten, dass es sich um Fährten von Säugetieren handelte, und zu Sickler, der sogar soweit ging, aufgrund der Ähnlichkeit der Abdrücke mit menschlichen Händen eine Herkunft von prähistorischen Affen („Quadrumanen“) nicht ausschließen zu können, gab Nöggerath zu bedenken, dass Säugetier-Fossilien in Sedimenten, die das gleiche Alter wie die spurenführenden Sandsteine von Hildburghausen („entweder bunte Sandstein- oder Keuper-Formation“) hatten, bis dahin noch nie gefunden wurden und ein Reptil als Verursacher der „Tazzen-Reliefs“ wesentlich wahrscheinlicher wäre. Bei Kaup, der mittlerweile eine Sandsteinplatte aus Heßberg erworben hatte und die Spur daher persönlich in Augenschein nehmen konnte, taucht schließlich erstmals die Bezeichnung Chirotherium auf. Da Kaup zum einen aber nicht beabsichtigte, die Spur selbst, sondern deren Erzeuger zu benennen, und zum anderen ebenfalls dazu tendierte, dass es sich dabei um ein Säugetier handelte, wählte er ebendiese Bezeichnung („Hand-Säugetier“), behielt sich aber eine spätere Umbenennung in „Chirosaurus“ („Hand-Echse“) vor, falls seine Einschätzung sich als falsch erweisen sollte.
Während im 19. Jahrhundert der Erforschung von Spurenfossilien nur eine relativ geringe Bedeutung beikam, entwickelte sich in der ersten Hälfte des 20. Jahrhunderts die moderne Palichnologie. Die binäre (Linné’sche) Nomenklatur wurde beibehalten und nun konsequent ausschließlich auf die Spuren angewendet, obwohl die Namen ursprünglich meist entweder den Spurenerzeuger bezeichnen sollten oder aber die Spuren selbst für fossilierte Organismen gehalten und als solche benannt wurden. Mit dieser Einschränkung sind Chirotherium und dessen Typusart Chirotherium barthii (das Art-Epitheton würdigt den in Abwesenheit Sicklers maßgeblich an der Bergung des Typusmaterials beteiligten Grafiker Carl Barth) die ersten derartig benannten fossilen Landwirbeltier-Spuren in der Geschichte der Paläontologie.
Zum Gedenken an diese „Premiere“ wurde am 12. September 2004 auf dem Marktplatz in Hildburghausen das Chirotherium-Monument eingeweiht.
Sicklers offener Brief über die Fährten im Hildburghausener Buntsandstein ist nicht die erste wissenschaftliche Erwähnung fossiler Tetrapodenspuren. Bereits 1828 berichtete der Pfarrer und Naturforscher J. Grierson über Footsteps before the Flood („Fußspuren von vor der Sintflut“) im „New Red Sandstone“ (Rote Sandsteine des Perms und der Trias) von Dumfriesshire (Süd-Schottland), die wiederum bereits seit mindestens 1814 bekannt waren. Darüber hinaus ist es angesichts der Häufigkeit von Chirotherium in triassischen Sandsteinen sehr wahrscheinlich, dass Menschen lange vor dem 19. Jahrhundert von diesen Spurenfossilien Kenntnis hatten, ohne sich jedoch darüber im Klaren zu sein, worum es sich dabei tatsächlich handelt.

### Eingrenzung des Erzeugers

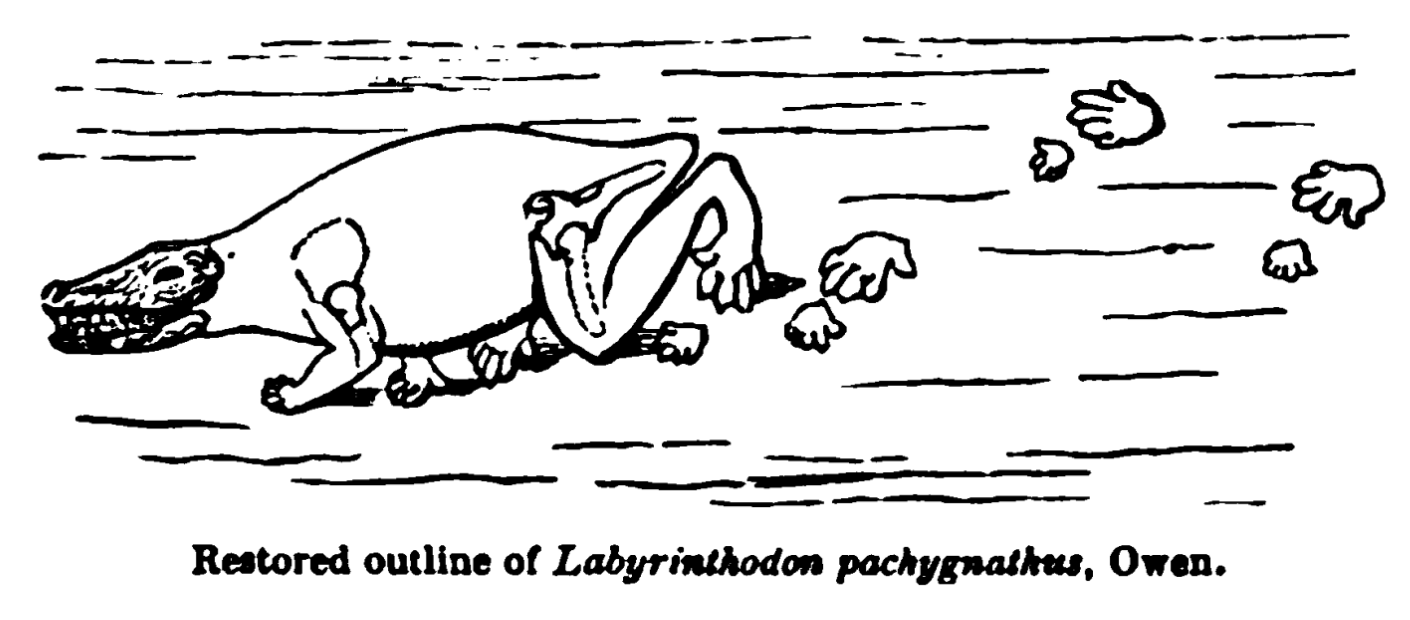
Owens Lebendrekonstruktion eines „Labyrinthodontiers“ als Spurenerzeuger von Chirotherium aus dem Jahre 1855. Man beachte, dass Labyrinthodon (heute größtenteils Mastodonsaurus) als „Batrachier“, also relativ enger Verwandter der heutigen Frösche galt, weshalb der „Daumen“ als Abdruck des ersten Zehs interpretiert wurde. Entsprechend hätte das Tier die Beine beim Gehen über Kreuz führen müssen, um die Fährte zu erzeugen. Ferner ist zu beachten, dass seinerzeit die distalen (rumpffernen) Extremitätenknochen von Labyrinthodon noch gar nicht bekannt waren.

Während, wie oben angeführt, die deutschen Paläontologen in den 1830er Jahren zwischen Reptilien und Säugetieren als Erzeuger schwankten, war 1842 der berühmte britische Paläontologe Richard Owen offenbar einer der ersten, die sich vorstellen konnten, dass der Chirotherium-Verursacher ein relativ enger Verwandter der Krokodile sein könnte, und dass der vermeintliche „Daumen“ dann eigentlich der fünfte Zeh sein müsste. Er selbst war jedoch davon überzeugt, dass die Spur von Labyrinthodontiern, nicht-amniotischen, entfernt krokodilähnlichen Tetrapoden, stammte. Owen betrachtete die „Labyrinthodontier“ als relativ enge Verwandte der heutigen Frösche (was zu einem gewissen Grade auch stimmt – zumindest sind sie mit Krokodilen nicht näher verwandt als mit Fröschen) und bevorzugte daher die Interpretation des „Daumens“ als ersten Zeh.
Im Jahre 1914, 80 Jahre nach der erstmaligen wissenschaftlichen Erwähnung der Spuren, war es der Brite D. M. S. Watson, der via Ausschlussverfahren erstmals Vorfahren von Dinosauriern (seinerzeit in eine Gruppe mit dem Namen „Thecodontia“ gestellt) und damit erstmals frühe Archosaurier als Spurenverursacher favorisierte. Die ursprüngliche Annahme, dass es sich um Säugetiere handeln musste, basierte zu einem Großteil auf dem Umstand, dass die Weite der Fährte, d. h., der Abstand der Trittsiegel von der Körpersymmetrieachse des Spurenerzeugers, sehr gering war und in den 1830er Jahren herrschte noch die Ansicht, dass sich ausnahmslos alle prähistorischen Reptilien, genau wie die heutigen Eidechsen oder Schildkröten, mit stark vom Körper abgewinkelten Gliedmaßen (Spreizgang) fortbewegt haben und nicht, wie die meisten Säugetiere, mit unter dem Rumpf stehenden, gestreckten Gliedmaßen (Stemmgang). Erst zu Watsons Zeit war der Kenntnisstand über die Anatomie urzeitlicher Reptilien so weit fortgeschritten, dass die Spreizgang-These für Archosaurier nicht mehr haltbar war. Zudem war bis dahin auch bekannt, dass Dinosaurier bereits in der späten Trias lebten, was einen Dinosauriervorfahren als Erzeuger triassischer Spuren wahrscheinlicher machte, als zu Owens Zeiten, als Dinosaurier erst ab dem Jura bekannt waren.
Als besonders richtungsweisend gilt die Arbeit des Deutschen Wolfgang Soergel aus dem Jahr 1925, der bei der Suche nach dem Chirotherium-Erzeuger ebenfalls von den bis dahin gemachten Fortschritten in der Paläontologie profitierte. Er verglich die Gestalt (Morphologie) der Fußabdrücke mit den Fußskeletten der in den 1920er Jahren bekannten triassischen Reptilien und fand die größte Übereinstimmung bei einer Gruppe von „Thecodontiern“, die seinerzeit unter dem Begriff „Pseudosuchia“ zusammengefasst wurden. Die größte Ähnlichkeit bestand mit den Extremitäten der vom berühmten Robert Broom aus der Trias des Karoo-Beckens Südafrikas beschriebenen Euparkeria capensis. Da Euparkeria aber ausschließlich aus Südafrika bekannt war (und noch heute ist) und auch viel zu klein war, um Spuren von der Größe der meisten bekannten Chirotherium-Arten erzeugt haben zu können, kam sie als Verursacher nicht direkt in Frage. Soergel konstruierte daher ein Phantombild eines Euparkeria-ähnlichen, großen „Pseudosuchiers“.
Im Jahre 1965 publizierte Bernard Krebs eine Arbeit über den mitteltriassischen „Rauisuchier“ (eine Untergruppe der „Pseudosuchier“) Ticinosuchus vom Monte San Giorgio. Ticinosuchus war deutlich größer als Euparkeria und durch die Rekonstruktion des Bewegungsapparates dieses Reptils wies Krebs nach, dass es tatsächlich in der Lage war, „chirotheriide“ Fährten zu erzeugen. Diese Fährten waren allerdings mit keiner der Chirotherium-Arten in Übereinstimmung zu bringen (siehe auch → Erzeuger).

## Morphologie

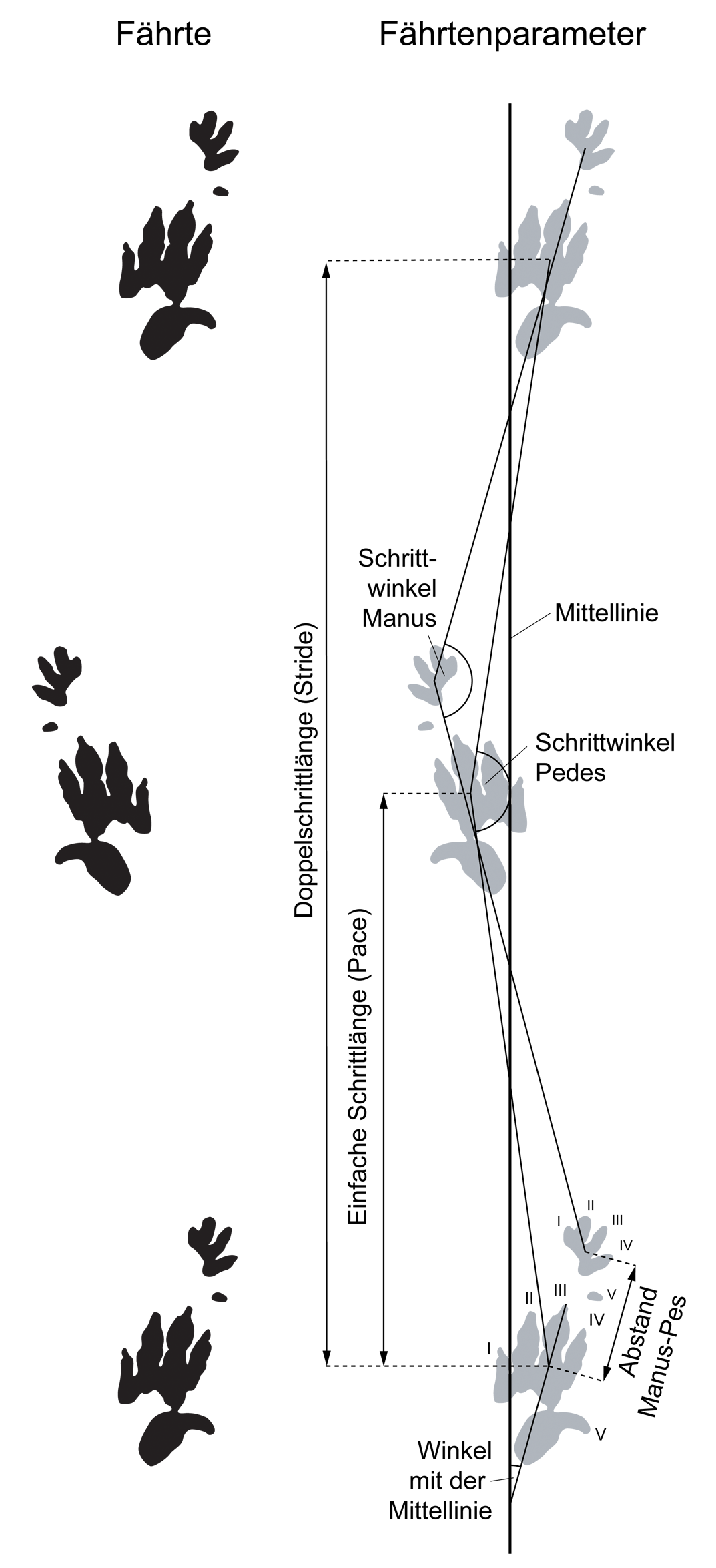
Grafische Darstellung einer Chirotherium-Fährte mit drei Manus-Pes-Sätzen (links) und den dazugehörigen diagnostischen Spurenparametern (rechts).

Ein Satz Chirotherium-Trittsiegel umfasst einen Abdruck der Hinterextremität (Pes) und einen deutlich kleineren (halb so groß oder kleiner) Abdruck der Vorderextremität (Manus). Beide Abdrücke sind fünfzehig bzw. -fingerig (pentadactyl), wobei die Spitze der Zehen I bis IV in Krallen ausläuft und die Zehen II bis IV deutlich kräftiger und länger sind als die Zehen I und V. Der dritte Zeh ist der längste. Am Manus sind Krallen weniger deutlich ausgebildet und die Finger I-IV sind alle in etwa gleich lang und kräftig. Eine Besonderheit ist der stark seitlich abstehende, teilweise leicht nach hinten umgebogene, krallenlose fünfte Zeh bzw. Finger, der von den ersten Bearbeitern (siehe oben) als „Daumen“ (also erster Finger) interpretiert wurde. Die Ähnlichkeit des Pes-Abdrucks mit einer menschlichen Hand, die insbesondere durch diesen „Daumen“ hervorgerufen wird, war schließlich ursächlich für den Namen „Handtier“.
Der Abstand zwischen zwei Manus-Pes-Sätzen innerhalb einer Fährte beträgt etwas mehr als die Länge eines Manus-Pes-Satzes. Die Breite der Fährte, also der Abstand der Trittsiegel von der gedachten Mittellinie der Fährte, ist sehr gering, was sich in einem Schrittwinkel (Winkel zwischen den gedachten Linien, die ein Manus- bzw. Pes-Triplett miteinander verbinden) von 160 bis 170° äußert. Bronn nutzte seinerzeit sogar den waidmännischen Begriff Schnüren, da die Trittsiegel nahezu auf einer Linie liegen. Die Längsachse eines Manus-Pes-Satzes ist zur Mittellinie der Spur meist nicht parallel, sondern bildet mit ihr einen kleinen Winkel.

## Erhaltung

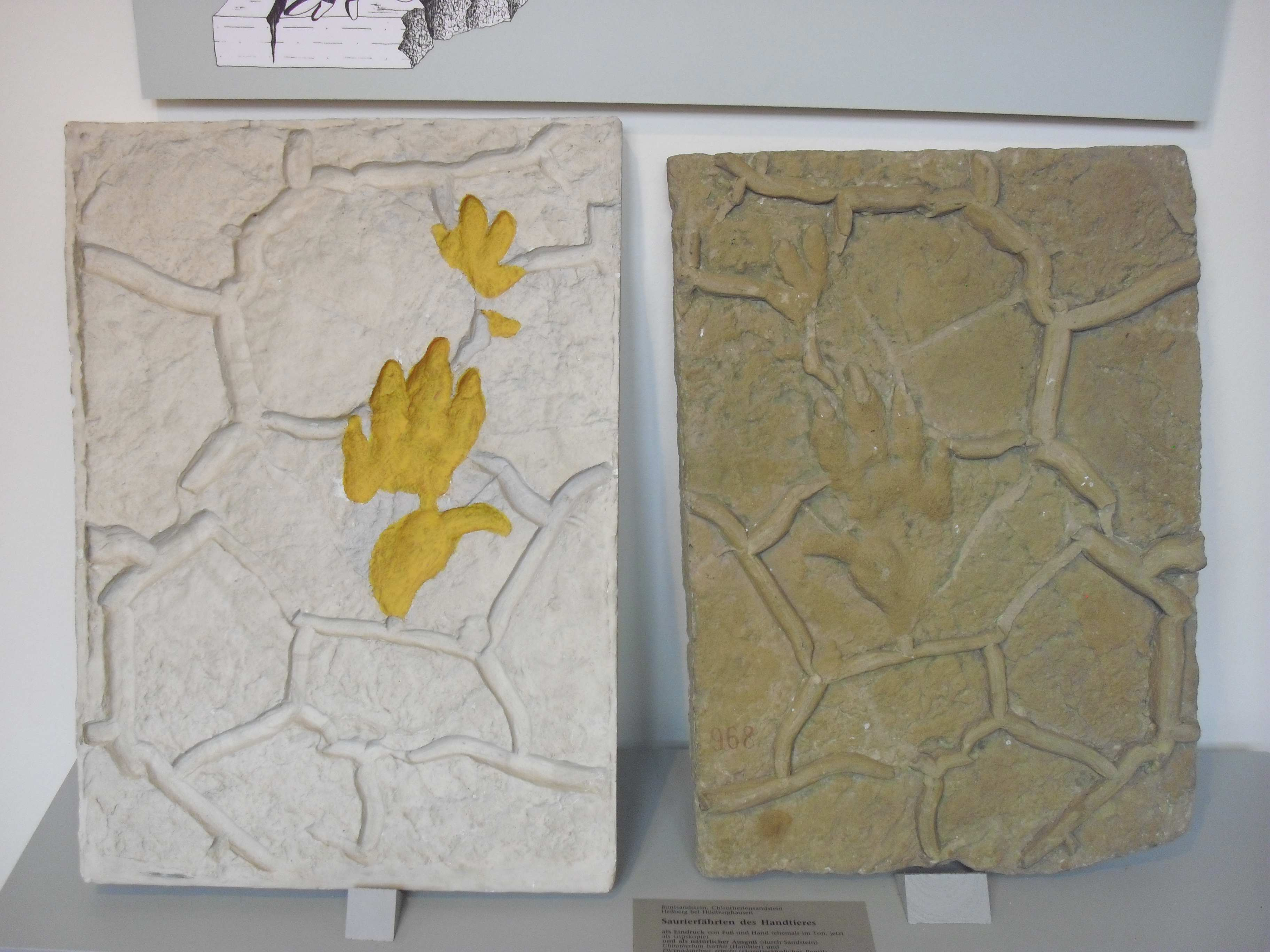
Chirotherium barthii in typischer Erhaltung als konvexes Hyporelief in Sandstein (rechts) und davon angefertigter Gips-Abguss (links, Spurenabdrücke eingefärbt), welcher der ursprünglichen Geländeoberfläche vor der Überdeckung durch den Sand entspricht.

Chirotherium ist typischerweise erhaben auf Schichtunterseiten von Sandsteinbänken (sogenanntes konvexes Hyporelief) erhalten und nicht selten mit Trockenrissfüllungen, welche die Trittsiegel hin und wieder durchkreuzen, vergesellschaftet. Es handelt sich in diesem speziellen Fall um charakteristische Ablagerungen einer semiariden Schwemmebene: Am Ende der Regenzeit führen die Flüsse Hochwasser und treten über die Ufer. In den überfluteten Bereichen lagern sich Sedimente ab, die von den Wassermassen mitgeführt wurden. Zuerst Sand, dann Silt und obenauf lagern sich feine Tonpartikel als Schlamm ab. Nach Anbruch der Trockenzeit geht das Hochwasser zurück und der Schlamm, der weite Teile der Ebene bedeckt, beginnt einzutrocknen. Es bilden sich erste Trockenrisse aber der Schlamm ist immer noch feucht genug, dass darüberlaufende Tiere ein wenig darin einsinken und Trittsiegel hinterlassen können. Die Eintrocknung schreitet jedoch rasch fort und es bilden sich weitere Risse, die teilweise auch durch die Trittsiegel verlaufen. In der schließlich ausgehärteten Schlammschicht sind Trockenrisse und Trittsiegel jetzt zumindest bis zum Ende der Trockenzeit konserviert. Beim nächsten Hochwasser lagert sich auf dem getrockneten Schlamm wiederum zuerst Sand ab und füllt die Trockenrisse und die Trittsiegel aus. Diese Ausfüllungen entsprechen den Reliefs aus Fährten und netzartigen Strukturen, die sich auf den Schichtunterseiten vieler „Fährtensandsteine“ finden. Die Tonsteinlagen, die der Schlammschicht entsprechen, welche die ursprünglichen Trittsiegel und Trockenrisse enthält, sind zwar auch geologisch überliefert, jedoch ist der Tonstein oft sehr brüchig und zerfällt beim Abbau der Sandsteinbänke.
In relativ seltenen Fällen enthalten die Trittsiegel Abdrücke der Hornschuppen der Fußsohle des Erzeugers.

## Vorkommen

### Deutschland
Chirotherium ist in Deutschland vor allem aus dem oberen Mittleren und dem Oberen Buntsandstein von Südniedersachsen, Hessen, Thüringen und Nordbayern bekannt und ist dort deutlich häufiger als Körperfossilien von Landwirbeltieren.
Das Typusvorkommen von Chirotherium, bzw. der Typusart Ch. barthii und einer weiteren von Kaup beschriebenen Art, Ch. sickleri, befindet sich bei Hildburghausen in Thüringen im höchsten Teil der Solling-Formation (oberster Mittlerer Buntsandstein). Der entsprechende stratigraphische Horizont wird heute weit über die Hildburghausener Region hinaus als Thüringer Chirotheriensandstein bezeichnet. Fragmente der im Jahre 1834 freigelegten, ca. 120 m² großen Fährtenfläche mit dem Typusmaterial von Ch. barthii befinden sich heute in 30 verschiedenen Museen und anderen paläontologischen Sammlungen in verschiedenen Städten Deutschlands und Europas, u. a. in Berlin, Frankfurt, Prag, Wien, Paris und London.
Aus dem oberen Teil der Solling-Formation am Südrand des Sollings bei Bad Karlshafen an der niedersächsisch-hessischen Grenze, der dort vom sogenannten Karlshafener Sandstein eingenommen wird, stammt der Fund einer Spurenassoziation mit u. a. Chirotherium sickleri.
Wiederum im Thüringer Chirotheriensandstein, in einem ehemaligen Steinbruch bei Eiterfeld am Westrand der Soisberger Kuppenrhön, befindet sich eine der größten bekannten Fährtenplatten mit Chirotherium in Deutschland (ca. 300 m²). Die Fundstelle wurde 1963 bei Kartierarbeiten entdeckt und 1964 wissenschaftlich untersucht. Die umliegenden Ortschaften nutzten den Steinbruch nach dessen Auflassung jedoch als Bauschuttdeponie und 1977, als Bemühungen zur Erhaltung des Steinbruches als Naturdenkmal endlich von Erfolg gekrönt zu werden versprachen, war die Grube soweit verfüllt, dass entsprechende Pläne wieder fallen gelassen wurden. Eine weitere, relativ bedeutende und vom örtlichen Pfarrer Josef Vorbeck 1841 entdeckte Fundstelle im Thüringer Chirotheriensandstein befindet sich bei Aura in der Nähe von Bad Kissingen im südlichen Vorland der Rhön (auch Südrhön genannt). Einige der Trittsiegel sind einer eigenen Chirotherium-Art, Ch. vorbachi, und einige ursprünglich sogar einer eigenen neuen Gattung mit der Art „Saurichnites auraensis“ (heute Ch. barthii) zugeschrieben worden.

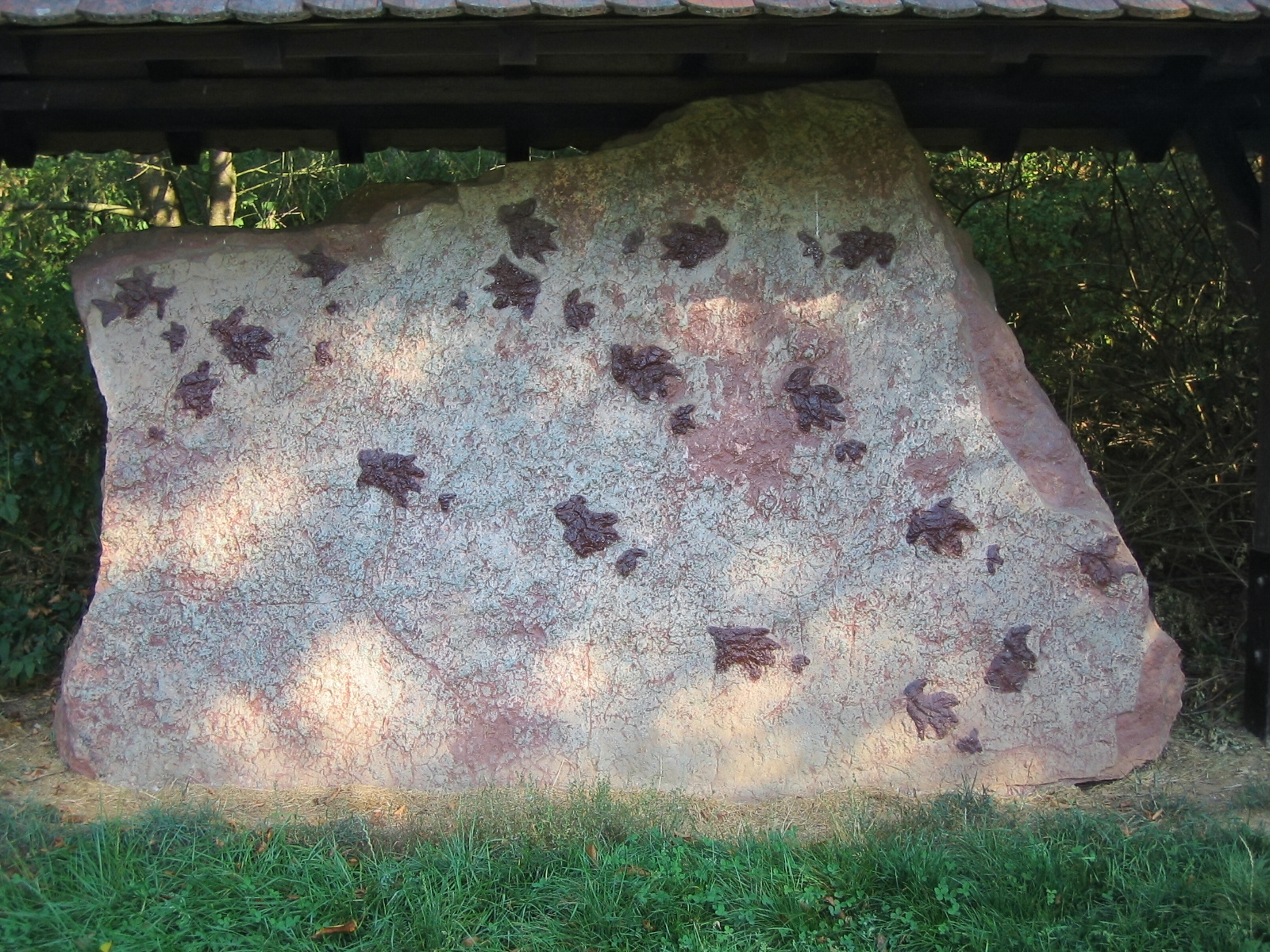
Sandsteinplatte mit drei längeren Fährten von Chirotherium sp. aus dem Rötquarzit von Külsheim nahe Würzburg, Baden-Württemberg. Deutlich zu erkennen sind sowohl die unterschiedlich großen Trittsiegel von Manus (klein) und Pes (groß) sowie das „Schnüren“ der Fährten.

In Süddeutschland, speziell in Mainfranken und angrenzenden Arealen treten Chirotherium-Fährten auch im Oberen Buntsandstein (Röt) auf. Diese Vorkommen brachten den entsprechenden Horizonten auch die Bezeichnung Fränkische Chirotheriensschichten ein. Bei diesen unterscheidet man die vorwiegend tonig ausgebildeten Chirotherienschiefer an der Röt-Basis vom Grenzquarzit und dem Rötquarzit des höheren Röt. Für Grenzquarzit und Rötquarzit sind auch die Bezeichnungen „Mittlerer Chirotheriensandstein“ bzw. „Oberer Chirotheriensandstein“ gebräuchlich (der „Untere Chirotheriensandstein“ ist der Thüringer Chirotheriensandstein). Der Ausbiss des Oberen Buntsandsteins einschließlich der Fränkischen Chirotherienschichten zieht sich von der Südrhön nach Südwesten über den Sandstein-Spessart in den Sandstein-Odenwald und entsprechend finden sich in diesem Streifen auch Fährtenfundstellen, u. a. in Gössenheim, Gambach, Külsheim, Hardheim und Ünglert bei Mudau. Die Fundstelle Gambach befindet sich hierbei entweder im Grenzquarzit oder im Rötquarzit und ist Typuslokalität der Art „Saurichnites gambachensis“ (heute Chirotherium barthii). Die bei Külsheim im nördlichen Sandstein-Odenwald im Nordosten Baden-Württembergs geborgenen Fährten wurden zwischen 1989 und 1992 an das Naturkundemuseum in Stuttgart abgegeben. Eine einzelne, größere Platte ist nördlich von Külsheim an einem Parkplatz an der L 509 als Teil eines geologischen Lehrpfades ausgestellt. In Hardheim, weniger als 10 Kilometer südwestlich von Külsheim wurden im Herbst 1992 Ch. barthii und Ch. sickleri im Rahmen eines der größten neueren Fährtenfunde im Buntsandstein Deutschlands ausgegraben. Ob die „Chirotherien“, die im Ünglert, ebenfalls im nördlichen Sandstein-Odenwald gelegen, gefunden wurden, auch zur Gattung Chirotherium gehören, ist nicht bekannt.
Offenbar eher selten ist Chirotherium im Buntsandstein der Pfalz. In dieser Hinsicht ist ein 2012 ausführlich dokumentierter, älterer Einzelfund von Ch. barthii im Oberen Buntsandstein bei Pirmasens besonders hervorzuheben.
Auch im deutschen Muschelkalk sind Chirotherium-Fährten überliefert. Die entsprechenden Schichten repräsentieren keine Flusslandschaft, sondern ein Wattgebiet. Die Spuren sind hier nicht erhaben auf Schichtunterseiten, sondern als Hohlformen auf Schichtoberseiten (konkaves Epirelief) erhalten. Beispiel für eine solche Fundstelle ist die Karlstadt-Formation (Mittlerer Muschelkalk, Anisium) von Bernburg, Sachsen-Anhalt.
Zu den stratigraphisch jüngsten Vertretern der Gattung in Deutschland gehört Chirotherium wondrai aus dem Ansbacher Sandstein (Stuttgart-Formation, „Schilfsandstein“, Mittlerer Keuper) von Altselingsbach in Mittelfranken.

### Übriges Europa

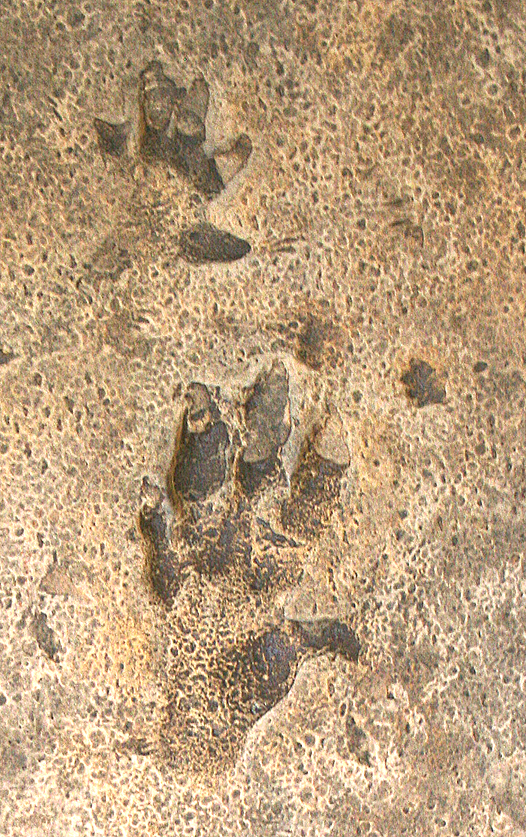
Satz aus linkem Manus und Pes von Ch. storetonense aus dem Helsby-Sandstein, britisches Buntsandsteinäquivalent, Bebington nahe Liverpool, ausgestellt im Oxford University Museum.

Die ersten wissenschaftlich beschriebenen Funde von Chirotherium außerhalb Deutschlands wurden in England in der mitteltriassischen (Anisium) Helsby-Sandstein-Formation (Sherwood-Sandstein-Gruppe) der Steinbrüche von Storeton bei Bebington, unmittelbar südwestlich von Liverpool, im Jahre 1838 gemacht. Auch die Steinbrüche von Lymm bei Warrington, etwa 30 Kilometer östlich von Liverpool, die sich nicht in der Helsby-Formation, sondern in der etwas jüngeren Tarporley-Siltstein-Formation (Mercia-Tonstein-Gruppe) befinden, brachten bereits 1842 Spuren hervor. Storeton und Lymm bildeten die bedeutendsten und ergiebigsten Chirotherium-Vorkommen auf den Britischen Inseln, sind heute aber nicht mehr zugänglich.
Heute werden auf den Britischen Inseln drei Arten unterschieden: Ch. barthii, Ch. sickleri und Ch. storetonense, wobei letztere nur aus Storeton bekannt ist. Fossile Trittsiegel in den spätunter- bis frühmitteltriassischen Auchenew-Schichten der Isle of Arran vor der Westküste Schottlands, die im Jahre 2002 ursprünglich als Ch. barthii bestimmt wurden, werden nach Untersuchung neuerer Funde als Vertreter der Ichnospezies Isochirotherium herculis betrachtet. I. herculis selbst wurde bereits 1838 ebenfalls als Chirotherium-Art beschrieben. Das Typusvorkommen befindet sich vermutlich in der Nähe von Tarporley in der gleichnamigen Formation. Auch eine weitere Art, die 1954 von Donald Baird auf einer Fährtenplatte aus dem Helsby-Sandstein von Storeton identifiziert und Ch. lomasi genannt wurde, zählt heute als Vertreter der Spurengattung Isochirotherium.
In Frankreich gibt es eine ganze Reihe von Spurenfundorten mit Chirotherium, wobei die geologisch älteren (Olenekium bis Mittel-Anisium) am Westrand der Vogesen, die jüngeren (Mittel-Anisium bis Ladinium) überwiegend entlang des Ost- und Südostrandes des Zentralmassivs liegen. An bestimmbaren Arten kommen Ch. barthii und, nur in den südlicheren Fundstellen, Ch. mediterraneum vor. Eine der bekanntesten Fundstätten befindet sich im südlichen Zentralmassiv nahe Lodève im Département Hérault.
Chirotherium kommt in Italien speziell in der Mitteltrias der Dolomiten vor, u. a. in der „Giovi-Formation“ (Anisium) bei Bad Gfrill über dem Tal der Etsch in Südtirol und im Richthofen-Konglomerat (Anisium) des Val Gerlano (Trentino). Aus der Obertrias (Karnium) des Monte Pisano in der Toskana beschrieb Friedrich von Huene, neben anderen Spuren, die Art Chirotherium angustum, wobei fraglich ist, ob nach heutiger Definition der Gattung diese Zuordnung noch gerechtfertigt ist, und falls ja, ob Ch. angustum tatsächlich eine eigene Art repräsentiert.

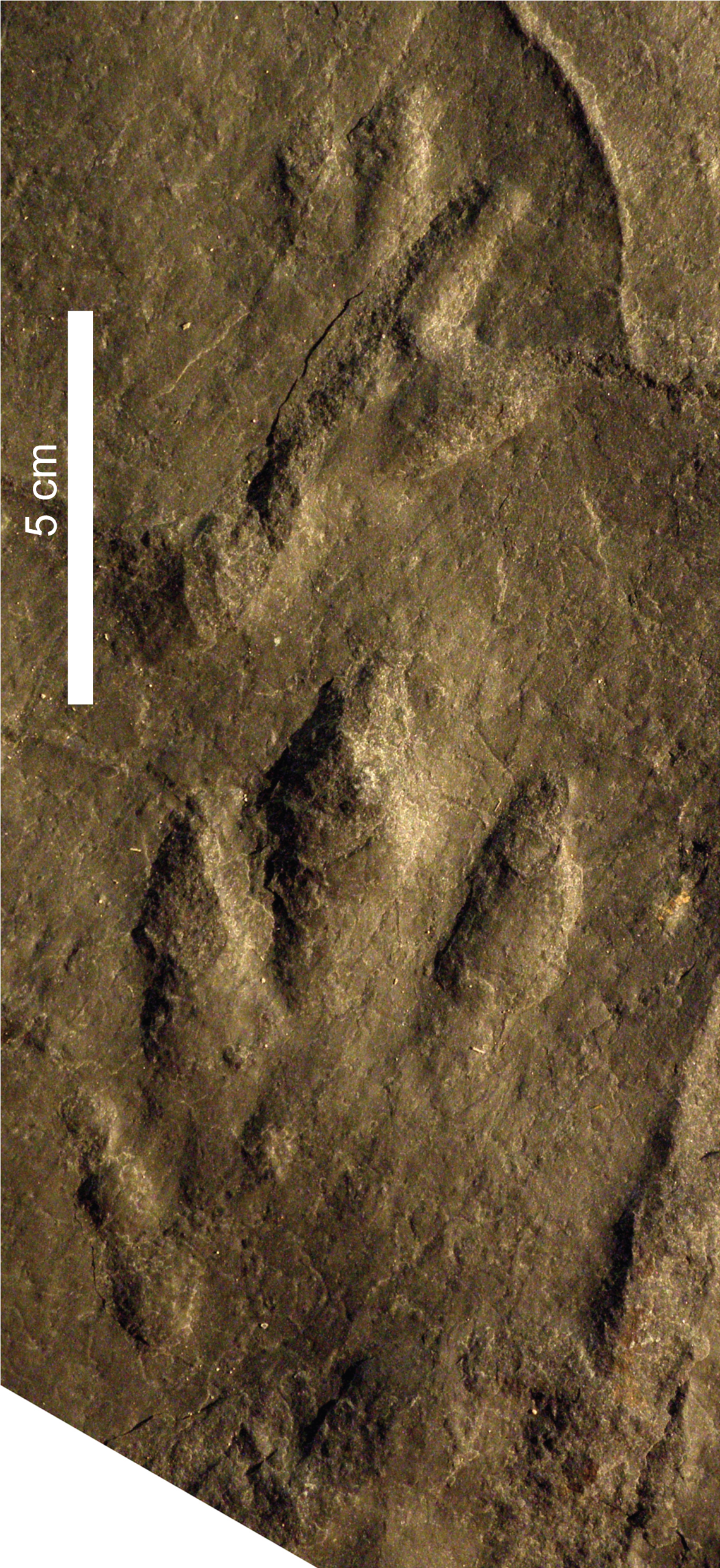
Satz aus linkem Manus und Pes von „Chirosaurus ibericus“ aus dem Anisium des Moncayo-Massivs (Iberisches Gebirge, Spanien).

In Spanien ist Chirotherium vor allem aus der Trias des Iberischen Gebirges bekannt. Unter den auf Artebene identifizierbaren Spuren befindet sich offenbar nur Ch. barthii, einschließlich der 1906 vom jesuitischen Naturforscher Longino Navás aus dem Anisium des Moncayo-Massivs (bei Tarazona, Provinz Saragossa) beschriebenen Art „Chirosaurus“ ibericus. Der erste, ursprünglich als Chirotherium bezeichnete Fund in Spanien aus dem Jahre 1897, gemacht bei Rillo de Gallo im Osten der Provinz Guadalajara, wird heute als nicht näher bestimmbare „Chirotheriide“ Spur betrachtet. Die 1979 aus dem frühen Anisium der katalanischen Küstenkordillere nahe Barcelona beschriebene Art „Ch. catalaunicum“, die auf tetradactylen, also vierzehigen Trittsiegeln basierte und daher ohnehin nicht der Definition der Gattung Chirotherium entsprach, wurde mittlerweile zum Nomen dubium erklärt.
1990 als Ch. hauboldi beschriebene Spuren aus den sogenannten Labyrinthodontidae-Schichten (Buntsandstein-Äquivalente, Olenekium) des Heiligkreuzgebirges in Polen, wurden nachfolgend der Gattung Brachychirotherium und zuletzt der Gattung Protochirotherium zugeordnet.
Bei der 1958 aus dem unteren Muschelkalk der bekannten Fossilfundstelle Winterswijk im Osten der Niederlande beschriebenen Spur Chirotherium peabodyi handelt es sich nicht um Chirotherium, sondern um Rhynchosauroides.

### Außerhalb Europas

#### Nordamerika
Die meisten Chirotherium-Fundstellen außerhalb Europas gibt es in den USA. Hier kommt Chirotherium in zahlreichen Lokalitäten in der Moenkopi-Formation (Olenekium-Anisium) des Colorado-Plateaus in den Bundesstaaten New Mexico, Arizona und Utah vor. Nach dem ersten Meldungen über Chirotherium in der Moenkopi-Formation im Jahre 1935 unterscheidet der bekannte Paläontologe Frank Elmer Peabody 1948 in einer umfassenden Monographie insgesamt 8 verschiedene Chirotherium-Arten, von denen er 6 selbst neu beschreibt. Die Hälfte dieser Arten stammt aus der Wupatki-Subformation. Mittlerweile sind vier dieser Arten in andere Gattungen gestellt worden, sodass heute noch Ch. barthii, Ch. sickleri, Ch. rex und Ch. moquinense als auf Art-Ebene bestimmbare Vertreter der Gattung Chirotherium in der Moenkopi-Spurenfauna gelten.
Ein weiteres bedeutendes Vorkommen von Chirotherium in Nordamerika befindet sich in den Paläorifts im Osten der USA in obertriassischen Schichten der Newark-Supergruppe, speziell in der Passaic-Formation des Newark-Beckens, wobei es sich um das stratigraphisch jüngste Auftreten der Spurengattung handelt. Von den insgesamt fünf unter dem Gattungsnamen Chirotherium beschriebenen oder in älterer Literatur angeführten Arten sind mittlerweile nur noch Ch. huberi und Ch. lulli übrig. Zu den bedeutendsten Fundstellen dort gehören die Steinbrüche bei Milford in Hunterdon County, New Jersey.
Die aus dem Oberkarbon von Pennsylvania beschriebene Art „Chirotherium“ reiteri dürfte schon aufgrund ihres hohen geologischen Alters kein Vertreter der Gattung sein.

#### Südamerika
In Südamerika ist Chirotherium bislang nur aus Argentinien bekannt. Dort tritt es in der vermutlich mitteltriassischen Cerro-de-las-Cabras-Formation (in älterer Literatur: Higueras-Formation) des Cuyo-Beckens (Mendoza-Provinz) auf. Die Spuren sind ursprünglich als Ch. higuerensis beschrieben worden, werden mittlerweile aber als der Typus-Art Ch. barthii zugehörig betrachtet.

#### Asien
In der Volksrepublik China gibt es in der Guanling-Formation (Mitteltrias) im Südwesten der Guizhou-Provinz zwei Spurenfundstellen mit Chirotherium. In einer der beiden Lokalitäten (Niuchang), bereits im Jahre 1960 von Einheimischen entdeckt, wurden die Spuren jedoch erst Ende der 1980er Jahre von Paläontologen untersucht und als Chirotherium identifiziert. Nachfolgende Bearbeitung ergab eine Einordnung in die Art Ch. barthii. 2003 wurde schließlich die zweite Lokalität (Longchang) entdeckt. Im Jahr 2014 wurden zudem Funde von Chirotheriiden aus der obertriassischen Baoding-Formation der Sichuan-Provinz vermeldet. Obwohl bei den Pes-Abdrücken (konkave Epireliefs) der I. Zeh fehlt, werden diese Spuren als cf. Chirotherium klassifiziert und das Fehlen des I. Zehs als substratbedingt und/oder als Ausdruck einer Besonderheit im Gang des Erzeugers gedeutet.

#### Afrika
In Afrika ist Chirotherium aus der Aglegal-Subformation der Timezgadiwine-Formation (Untertrias) des Argana-Beckens im Hohen Atlas Marokkos bekannt. 1981 ist aus obertriassischen Schichten des Argana-Beckens die Ichnospezies Chirotherium atlensis beschrieben worden. In aktuellen Fachartikeln wird diese jedoch leider nicht erwähnt, sodass unklar ist, ob es sich überhaupt um Chirotherium, und falls ja, tatsächlich um eine eigene Chirotherium-Art handelt.

## Klassifikation und Systematik
Zur Klassifizierung von Spurenfossilien gibt es mehrere Möglichkeiten. Eine ist die sogenannte ethologische Klassifikation, d. h. die Spur wird entsprechend der Tätigkeit des erzeugenden Organismus bezeichnet. Tetrapodenfährten zählen demnach zu den Bewegungsspuren oder Repichnia. Für Spuren von Tieren, die sich mit Hilfe von Gliedmaßen auf einem Substrat (Sediment) fortbewegen, wird die etwas konkretere Bezeichnung Schreitspuren oder Cursichnia benutzt. Chirotherium ist demnach ein Cursichnium.
Cursichnia und insbesondere Trittsiegel und -fährten von Landwirbeltieren (Tetrapoda) besitzen eine sehr spezifische Morphologie die, durch den Vergleich mit jeweils ungefähr gleich alten Körperfossilien, eine relativ genaue Identifizierung ihrer Erzeuger ermöglicht. Daher existieren in der Tetrapodenpalichnologie Klassifikationsschemata, die auf der Übereinstimmung der Spurenmorphologie mit der Morphologie der Extremitäten bestimmter Tetrapodengruppen basieren.
So wird nach dem sechsgliedrigen Klassifikationsschema für fossile Reptilienfährten von Franz Nopcsa Chirotherium bei den crocodiloiden Spuren bzw. Fährten eingeordnet. Othenio Abel stellte im Jahre 1935 für Chirotherium und morphologisch ähnliche Spuren die Ichnofamilie Chirotheriidae auf, die im Systematik-Teil von palichnologischen Abhandlungen auch heute noch teilweise, wie eine echte Reptilien-Familie, in höherrangige Reptilien-Taxa eingeordnet wird. Bei der Spurentaxonomie handelt es sich jedoch um eine von der Systematik der Wirbeltiere losgelöste Paralleltaxonomie und eine Einordnung der Chirotheriiden in z. B. das Taxon Archosauria ist unzulässig, wenngleich die Spurenerzeuger tatsächlich frühe Archosaurier gewesen sein dürften (siehe →Geschichte und →Erzeuger). Die deutschen Palichnologen um Hartmut Haubold fassen Chirotherium gemeinsam mit morphologisch ähnlichen Spurentaxa unter dem informellen Gruppenbegriff „Chirotherien“ (engl.: chirotheres) zusammen.

### Synonyme
Anhand einiger Spuren-Exemplare, die von heutigen Palichnologen in die Gattung Chirotherium eingeordnet werden, sind in der Vergangenheit eigene Spurengattungen (Ichnogenera) aufgestellt worden. Teilweise umfasst die Synonymie aber auch nur abweichende Schreibweisen des ursprünglich verwendeten Gattungsnamens, da seinerzeit die heute verbindlichen Internationalen Regeln für die Zoologische Nomenklatur noch nicht existierten. Daher finden sich in der wissenschaftlichen Literatur u. a. folgende Synonyme für Chirotherium:
- Chirosaurus KAUP, 1835 (reservierter „Ersatzname“ für Chirotherium,[1] tatsächlich genutzt u. a. von Lydekker (1890)[55])
- Palaeopithecus VOIGT 1835
- Cheirotherium SICKLER 1836 (sic)
- Cheirotherion NOPCSA 1923 (sic)
- Krokodilipus NOPCSA 1923
- Saurichnites KIRCHNER 1927

### Arten
Im 19. und auch noch zu Beginn des 20. Jahrhunderts war die Spurengattung Chirotherium noch nicht sonderlich präzise definiert, mit dem Ergebnis, dass zahlreiche Arten aus den verschiedenen Regionen Deutschlands und dem Rest der Welt beschrieben wurden, die der Typus-Art Ch. barthii morphologisch mal sehr stark und mal weniger stark ähnelten. Einige ähnelten ihr sogar nur sehr entfernt. Dies führte dazu, dass mit neueren Untersuchungen die lange Liste der ursprünglich als Chirotherium beschriebenen Ichnospezies stark geschrumpft ist, da viele dieser Arten mittlerweile entweder mit den als erstes beschriebenen Arten synonymisiert oder aber anderen Gattungen zugeordnet wurden oder die Fossilexemplare, auf denen einige dieser Arten fußten, einen so schlechten Erhaltungszustand aufwiesen, dass jene Arten heute gänzlich als ungültig (Nomen dubium) betrachtet werden. Einige Namen beruhen auch schlicht auf Versehen oder Missverständnissen (z. B. bezeichnet der Name „Ch. kaupii“ vermutlich nichts anderes als „das von Kaup benannte Chirotherium“, also Ch. barthii) oder unzulässigen nachträglichen Umbenennungen („Ch. majus“ für Ch. barthii und „Ch. minus“ für Ch. sickleri). Da zahlreiche in älterer Vergangenheit aufgestellte Chirotherium-Arten bis heute keiner eingehenden Neuuntersuchung unterworfen wurden, dürfte die nachfolgende Liste noch zu lang sein. Dahingehend problematische Taxa sind mit einem Sternchen gekennzeichnet oder mit einer Anmerkung versehen (siehe auch Abschnitt Vorkommen).
- Chirotherium angustum VON HUENE 1941*
- Chirotherium atlensis BIRON & DUTUIT 1981*
- Chirotherium barthii KAUP 1835 = Chirosaurus ibericus NAVÁS 1906, Chirotherium bairdi REIG 1961, Ch. barthi (KAUP 1835) (sic), Ch. gallicum WILLRUTH 1917,[Anm. 5] Ch. higuerensis RUSCONI 1951, Ch. ibericum NAVÁS 1906, Ch. ibericus (NAVÁS 1906) (sic), Ch. kaupii OWEN 1842 (obj. Syn.), Ch. majus SICKLER 1836 (obj. Syn.), Saurichnites auraensis KIRCHNER 1927, S. gambachensis SCHUSTER 1936[30][Anm. 6]
- Chirotherium culmbachense SOERGEL 1925*
- Chirotherium gigas POHLIG 1893*
- Chirotherium hessei SOERGEL 1925*
- Chirotherium huberi BOCK 1952*
- Chirotherium lulli BOCK 1952
- Chirotherium mediterraneum DEMATHIEU & DURAND 1991
- Chirotherium moquinense PEABODY 1948 = Ch. moquinensis PEABODY 1956 (sic), = Ch. moquiensis PEABODY 1956 (sic)[47]
- Chirotherium reiteri MOORE 1873[Anm. 7]
- Chirotherium rex PEABODY 1948
- Chirotherium sickleri KAUP 1835 = Ch. beasleyi NOPCSA 1932, Ch. bipes BERTHOLD 1835, Ch. bornemanni WILLRUTH 1917, Ch. minus SICKLER 1836 (obj. Syn.), Ch. pfeifferi SOERGEL 1925[24][30][Anm. 8]
- Chirotherium storetonense MORTON 1862 = Ch. beasleyi NOPCSA 1932 (pars), Chirosaurus stortonensis LYDEKKER 1890 (sic), Dinosaurichnium postchirotheroides REHNELT 1949
- Chirotherium vorbachi KIRCHNER 1927
- Chirotherium wondrai HELLER 1952

Als Chirotherium beschriebene Arten, die heute als Vertreter anderer Ichnogattungen gelten (einschl. Synonyme):
- andere „Chirotherien“-Gattungen
  - Brachychirotherium BEURLEN 1950
    - B. eyermani (BAIRD 1957)[49]
    - B. harrasense (HAUBOLD 1967)[14]
    - B. lorteti (HAUBOLD 1970)
    - B. praeparvum (HAUBOLD 1967)
    - B. thuringiacum (RÜHLE VON LILIENSTERN 1939)[57]

  - Isochirotherium HAUBOLD 1971
    - I. coltoni (PEABODY 1948)[47]
    - I. coureli (DEMATHIEU 1970)[58]
    - I. herculis (EGERTON 1838) = Chirotherium barthi var. herculis (EGERTON, 1838)[30][33][Anm. 9]
    - I. hessbergense (HAUBOLD 1971)[30]
    - I. jenense (HAUBOLD 1971)[30]
    - I. lomasi (BAIRD 1954)[30]
    - I. marshalli (PEABODY 1948)[47]
    - I. soergeli (HAUBOLD 1967)

  - Protochirotherium FICHTER & KUNZ 2004
    - P. hauboldi (PTASZYŃSKI in FUGLEWICZ & al. 1990) = Brachychirotherium hauboldi (PTASZYŃSKI in FUGLEWICZ & al. 1990), Brachychirotherium wiorense PTASZYŃSKI 2000, Isochirotherium gierlinskii PTASZYŃSKI 2000, Isochirotherium sanctacrucense PTASZYŃSKI in FUGLEWICZ & al. 1990, Synaptichnium chirotherioides PTASZYŃSKI in FUGLEWICZ & al. 1990[45]

  - Synaptichnium NOPCSA 1923
    - S. diabolense (PEABODY 1948) = Chirotherium diabolensis PEABODY 1956 (sic)[47]
    - S. cameronense (PEABODY 1948) = Chirotherium cameronensis PEABODY 1956 (sic)[47]
    - S. hildburghausense (RÜHLE VON LILIENSTERN 1939)[30]
- nicht-„chirotheriide“ Spurengattungen
  - Dicynodontipus RÜHLE VON LILIENSTERN 1944
    - D. geinitzi (HORNSTEIN 1876)[17]

  - Herpetichnus JARDIN 1850
    - H. pabsti (NOPCSA 1923)[59]
    - H. rubrum (NOPCSA 1923)[59]

  - Rhynchosauroides MAIDWELL 1911
    - Rhynchosauroides peabodyi (FABER 1958)[46]

In älterer Literatur als Chirotherium klassifizierte aber nicht ursprünglich als Chirotherium beschriebene Arten, die heute als Vertreter anderer Ichnogattungen gelten (einschl. Synonyme):
- Brachychirotherium parvum (HITCHCOCK 1889), urspr. Komb.: Otozoum parvum (= Chirotherium copei BOCK 1952)[14][49]
- Limnopus heterodactylus (KING 1845), urspr. Komb.: Thenaropus heterodactylus[60][61]
- Paratetrasauropus swinnertoni (SARJEANT 1970), urspr. Komb.: Otozoum swinnertoni[30][Anm. 10]

Nomina dubia:
- Chirotherium bipedale ABEL 1935[62]
- Chirotherium catalaunicum CASANOVAS-CLADELLAS 1979 et al.[42]
- Chirotherium fucinii (VON HUENE 1941), urspr. Komb.: Thecodontichnus fucinii[63]

## Erzeuger

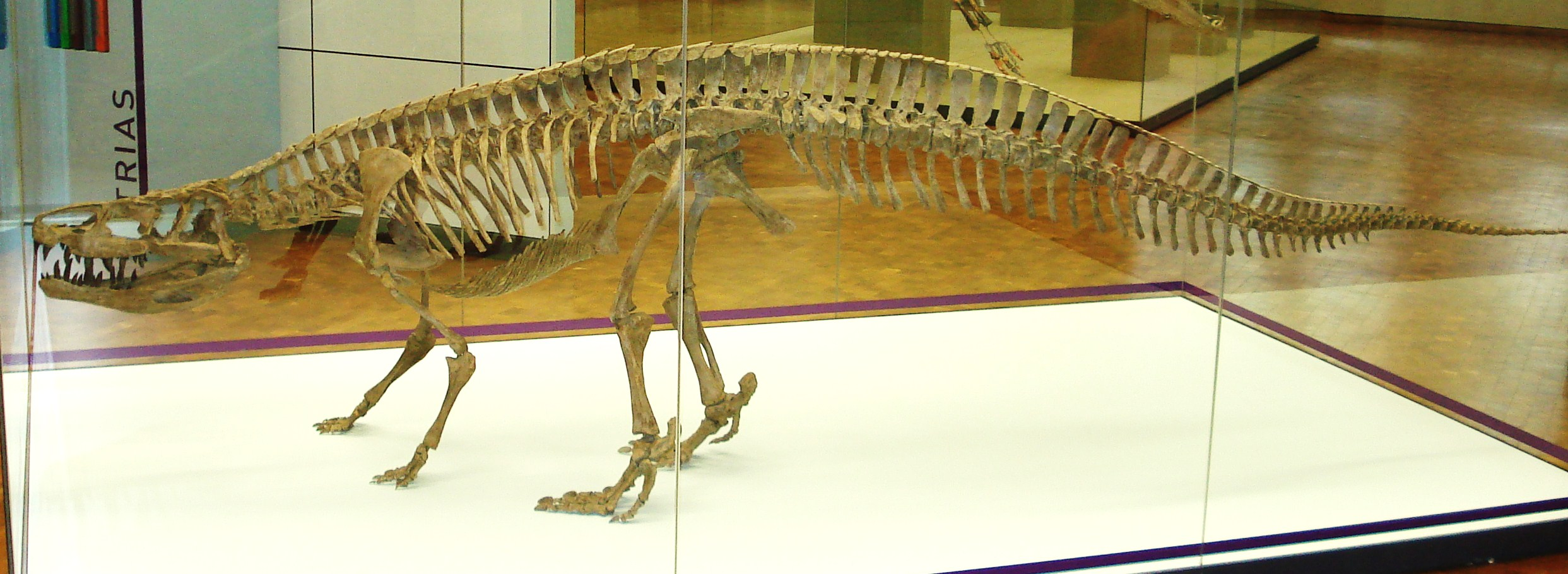
Batrachotomus kupferzellensis aus dem Keuper von Baden-Württemberg, ein möglicherweise enger Verwandter der Chirotherium-Erzeuger. Der abstehende 5. Zeh ist relativ gut zu erkennen.

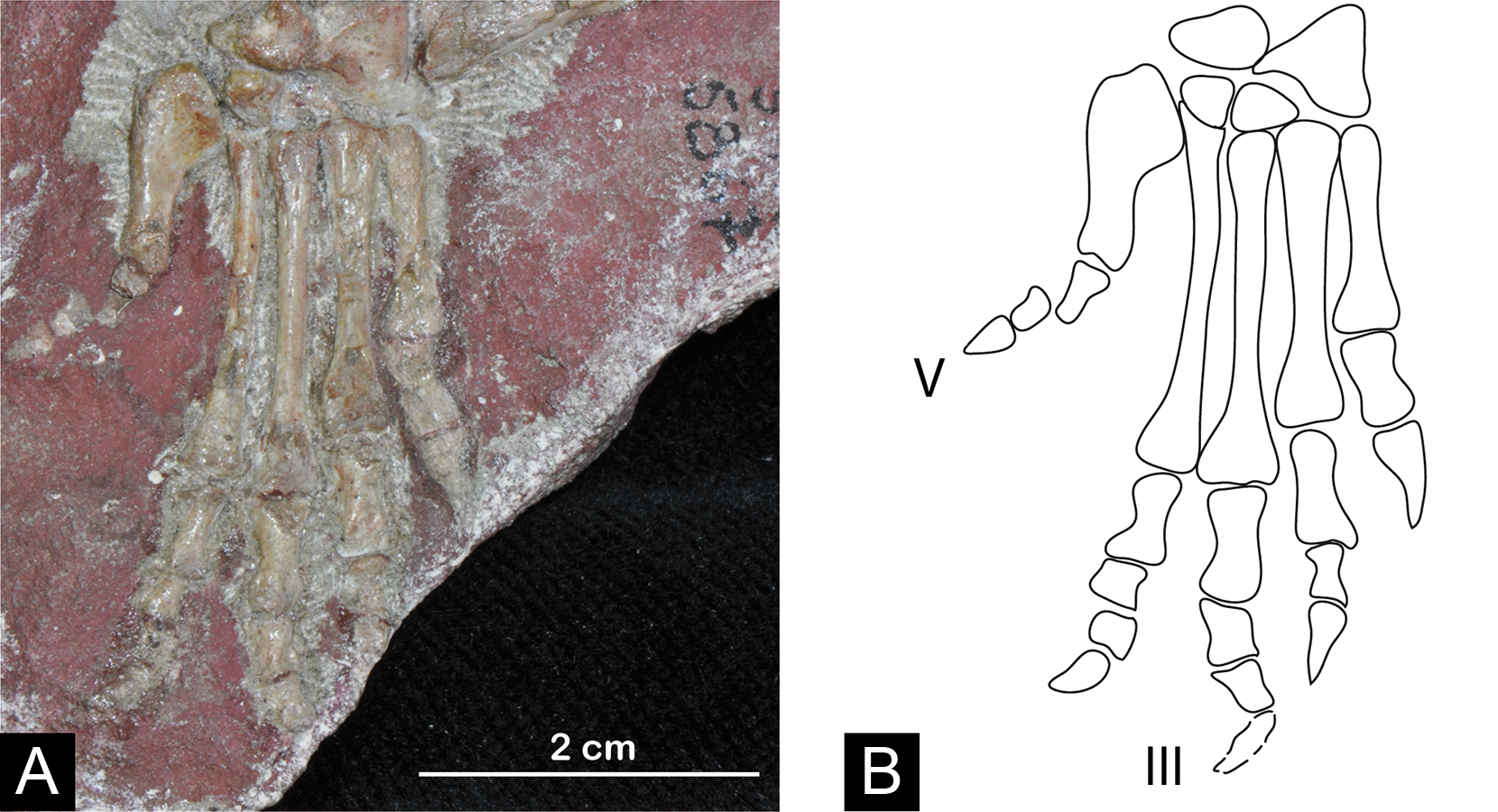
Skelett des rechten Fußes von Euparkeria capensis (A) mit entsprechender Zeichnung (B). Auch dieser Vertreter besitzt einen abstehenden 5. Zeh.

Heute wird allgemein akzeptiert, dass Chirotherium von Reptilien verursacht wurde, die jener Archosaurier-Line angehören, die zu den heutigen Krokodilen führt (Crurotarsi), wobei Vertreter aus der Gruppe der „Rauisuchia“ als die sichersten Kandidaten gelten. Problematisch ist hierbei jedoch der Umstand, dass in spurenreichen Schichten meist wenig bis keine Körperfossilien vorkommen. Bislang konnte nirgendwo auf der Welt eine unmittelbare Assoziation von Chirotherium und Rauisuchier-Körperfossilien nachgewiesen werden. Welche bekannten „Rauisuchier“ der Trias für bestimmte Chirotherien-Vorkommen in bestimmten Regionen der Welt verantwortlich sein könnten, ist daher ausschließlich aus indirekten Belegen abgeleitet worden:
- Der erste „Rauisuchier“ der konkret mit Chirotherium in Verbindung gebracht wurde, ist Ticinosuchus. Seine Überreste sind bislang jedoch nur aus Meeressedimenten bekannt, d. h., hier besteht keine direkte Verbindung zu den Festlandsablagerungen, in denen Chirotherium vorkommt. Jedoch hätte Ticinosuchus aufgrund der Anatomie seiner Gliedmaßen „chirotheriide“ Fährten erzeugen können, und die Ablagerungen, in denen er gefunden wurde, sind in etwa genauso alt wie viele Chirotherium-führende Schichten.
- Für eine spezielle, große Variante der Ichnospezies Ch. sickleri, wie sie z. B. in Hardheim gefunden wurde,[24] wird als Erzeuger der „Rauisuchier“ Ctenosauriscus oder eine eng verwandte Art vermutet. Entsprechende Knochenreste sind im Röt von Waldshut zusammen mit einigen wenigen Chirotherium-Trittsiegeln (allerdings nicht besagtes Ch. sickleri) ausgegraben worden.[13]
- Als ein weiterer Verursacher-Kandidat für Chirotherium in Mittelengland und Deutschland wird Batrachotomus oder eine eng verwandte Gattung gehandelt. Knochenreste, die eine solche Beziehung nahelegen, stammen aus dem Bromsgrove-Sandstein, einem stratigraphischen Äquivalent des Helsby-Sandsteins, in der Umgebung von Warwick in Mittelengland.[64]
- Auch Arizonasaurus gilt seit seinem Nachweis in der spurenreichen Moenkopi-Formation als wahrscheinlicher Chirotherium-Erzeuger.[27]
- Als Erzeuger der südfranzösischen Spur Ch. mediterraneum wird Euparkeria (kein „Rauisuchier“, sondern ein Stammgruppenvertreter der Avesuchia) angenommen.[65] Hier bestehen aber nach wie vor die gleichen Probleme wie schon bei Soergel und Ch. barthii (siehe → Geschichte).

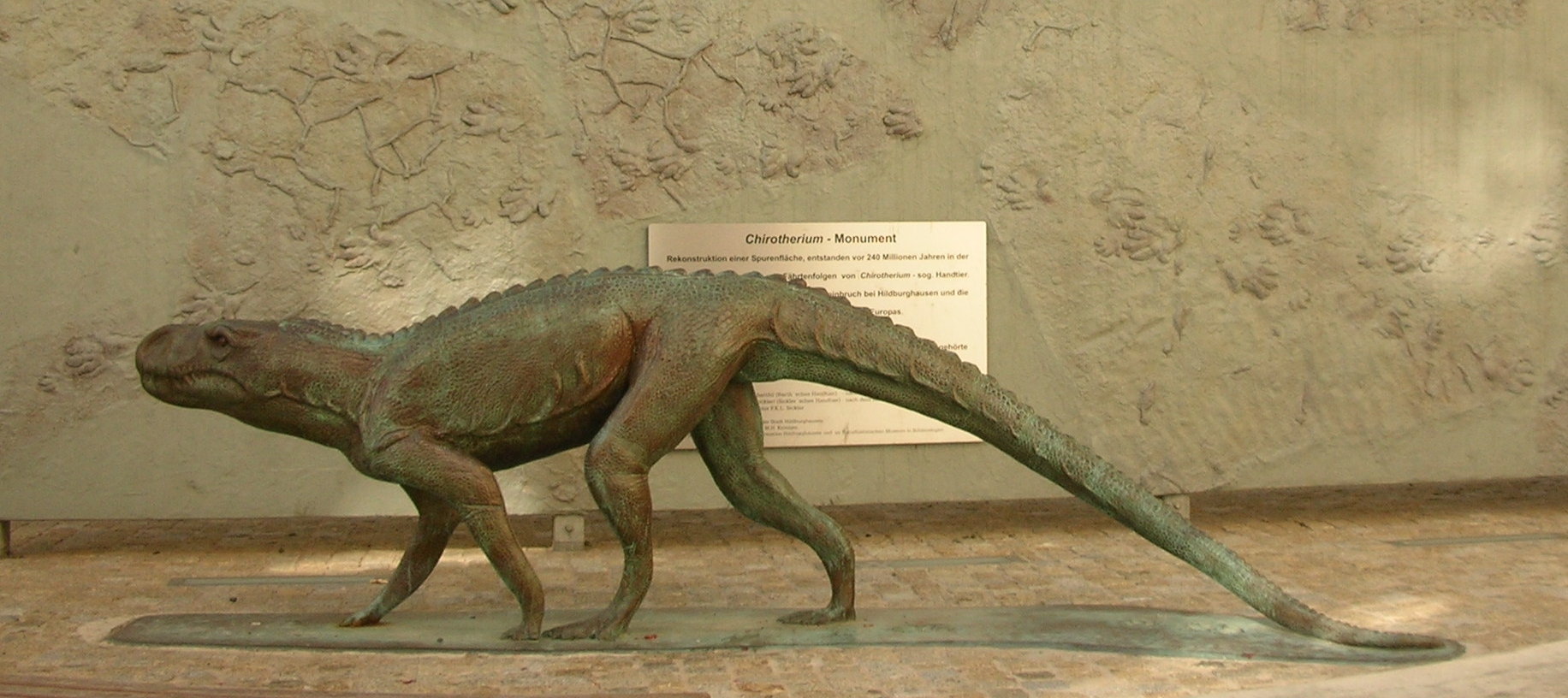
Chirotherium-Monument in Hildburghausen mit Rekonstruktion der Original-Spurenfläche im Hintergrund und Bronzeplastik einer Rekonstruktion des Spurenerzeugers. Die Stellung der linken Extremitäten entspricht dem typischen Manus-Pes-Satz von Chirotherium.

Eine rein hypothetische Lebendrekonstruktion des Spurenerzeugers von Ch. barthii findet sich als Bestandteil des Chirotherium-Monuments in Hildburghausen. Es handelt sich dabei um eine „Chimäre“ aus Saurosuchus und Euparkeria.
Bezüglich der Chirotherium-Assoziationen aus den Steinbrüchen von Storeton und Heßberg, die beide die kleine Form Ch. sickleri und jeweils eine große Form, Ch. storetonense bzw. Ch. barthii, beinhalten, ist gemutmaßt worden, dass die kleinen und großen Formen jeweils die gleiche Erzeuger-Art repräsentieren aber von Individuen in verschiedenen Wachstumsstadien verursacht worden sind. Die relativ kleinen Trittsiegel von Ch. sickleri seien demnach von Jungtieren erzeugt worden, die großen Trittsiegel von Ch. storetonense bzw. Ch. barthii von ausgewachsenen Individuen. Auch wird eine gewisse morphologische Variation innerhalb der Fährten von Ch. storetonenese und Ch. barthii als Ausdruck eines Geschlechtsdimorphismus gesehen, wobei etwas kleinere, grazilere Trittsiegel von Weibchen, die größeren, kräftiger ausgebildeten Trittsiegel von Männchen stammen sollen.

## Biostratigraphische Bedeutung
Chirotherium ist das Indextaxon eines spätolenekisch-frühanisischen Biochrons, das ferner durch die Spurentaxa Rotodactylus, Isochirotherium und Synaptichnium (einschließlich einer vormals als „Brachychirotherium“ klassifizierten erhaltungsbedingten Variante) gekennzeichnet ist. Die Anwendung der Tetrapodenspuren-Biostratigraphie empfiehlt sich besonders in körperfossilarmen oder -freien Festlandssedimenten, wenngleich die erreichte zeitliche Auflösung geringer ist als die der Biostratigraphie mittels Körperfossilien.

## Künstlerische Rezeption
Anlässlich der ersten Chirotherium-Funde am Heßberg bei Hildburghausen verfasste der mit Hang zur „Petrefaktenkunde“ ausgestattete Dichter Eduard Mörike auf Bitte des Paläontologen Albert Oppel folgendes Gedicht:

„Poetische Etikette zu Chirotherium Kaupii

(aus den Heßberger Sandbrüchen)

Ob Riesenfrosch, ob Beuteltier

War leider noch nicht zu ergründen;

Die klare Fährte hätten wir,

Doch nur ein Oppel wird die Bestie selber finden.

Käm es zuletzt auf einen batrachum heraus,

So hieße er vielleicht nicht übel iambicus,

Denn wenn der Frosch nicht etwa springt, vielmehr nur geht,

Setzt er den kleinen Vorderfuß zuerst vor sich,

Den Hinterfuß der selben Seite setzt er nach,

Den ungleich größern, eben wie figura zeigt,

Und hat somit den regulären Jambengang.

Ein älteres Muster dieses Verses findet sich

wohl schwerlich als in Heßbergs Steinkodizibus.

Die heut’gen Frösche weiß man, unsre dichtenden,

Bewegen sich aus angeborenem Instinkt

In diesen Maßen mit besondrer Leichtigkeit.

Ich meinesteils, Herr Doktor, gäbe ungesäumt

für einen einzigen, nur zur Not erhaltenen

Antediluvianischen Batrachier

Von gegenwärtiger Spezies die ganze Schar

Des neuesten Diluvii, das den Parnaß

Vom Fuße bis zum Gipfel deckt, mit Freuden hin

Und meine Jamben billig alle obendrein.“